# Serhij Vasylkivskyj
Serhij Ivanovytj Vasylkivskyj (ukrainska: Сергій Іванович Васильківський, ryska: Cерге́й Ива́нович Василько́вский: Sergej Ivanovitj Vasilkovskij), född 19 oktober 1854 i Izium, död 8 oktober 1917 i Charkov, var en ukrainsk målare i det dåtida Lillryssland.

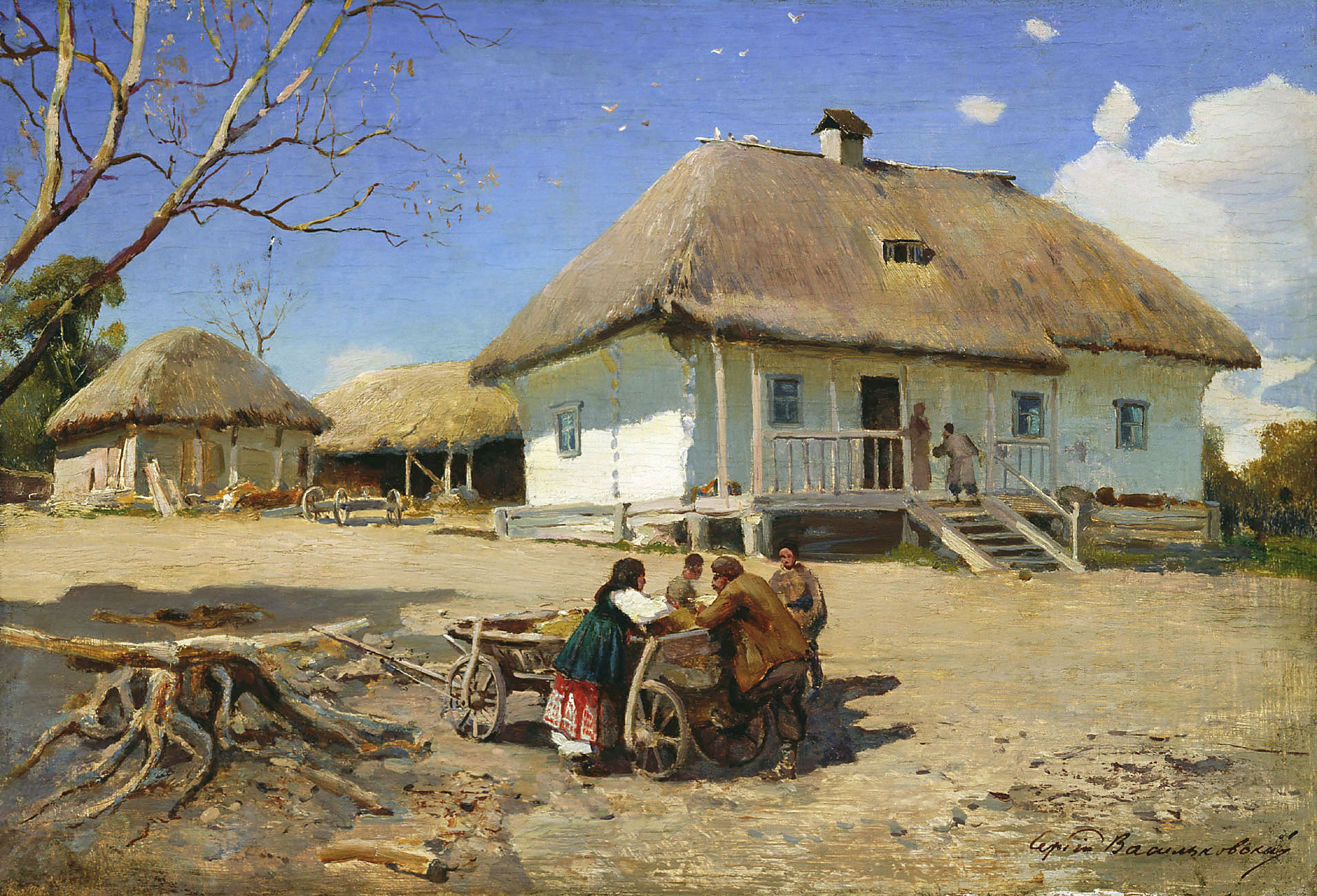
Typisk ukrainsk kossackstuga, chata. Målning av Serhij Vasylkivskyj.